# Zivilgesetzbuch (DDR)
Das Zivilgesetzbuch der Deutschen Demokratischen Republik, abgekürzt ZGB oder ZGB-DDR, war das zentrale Privatrechts-Gesetzeswerk für die DDR. Es löste dort am 1. Januar 1976 das BGB ab. Das ZGB-DDR trat zwar zum 3. Oktober 1990 außer Kraft, ist aber aufgrund von Regelungen des Einigungsvertrags heute noch für viele Altfälle maßgebend, beispielsweise in erbrechtlichen Angelegenheiten.

## Geschichte
Seit der Kritik des Sozialtheoretikers Anton Menger am Entwurf des BGB 1888 gab es Bestrebungen das Zivilrecht mit Hinblick auf die Bedürfnisse der „besitzlosen Volksklassen“ zu reformieren. Erst nach dem VIII. Parteitag der SED 1971 wurden diese Ideen umgesetzt. 1974 stellte eine erste Kommission beim Ministerrat unter Vorsitz des Justizministeriums einen Entwurf vor. Nach der ersten Lesung in der Volkskammer wurde dieser Entwurf den Ausschüssen zu weiteren Bearbeitung und Durchführung einer „Volksdiskussion“ überwiesen. Nach der zweiten Lesung wurde das Gesetz am 19. Juni 1975 verabschiedet. Die gleichzeitig abgegebenen Erklärungen einzelner Politbüro- und Kommissionsmitglieder zeigten die Motivationen auf.

## Inhalt
Das Zivilgesetzbuch enthält 480 Paragraphen und ist in sieben Teile gegliedert:
I. Grundsätze des sozialistischen Zivilrechts.
II. Das sozialistische Eigentum und das persönliche Eigentum.
III. Verträge zur Gestaltung des materiellen und kulturellen Lebens.
IV. Nutzung von Grundstücken und Gebäuden zum Wohnen und zur Erholung.
V. Schutz des Lebens, der Gesundheit und des Eigentums vor Schadenszufügung.
VI. Erbrecht.
VII. Besondere Bestimmungen über einzelne Zivilrechtsverhältnisse.

### Eigentum im ZGB
Anders als das BGB unterschied das ZGB zwischen persönlichem Eigentum (§§ 22 ff.) und sozialistischem Eigentum (§§ 17 ff.) als Oberbegriff des Eigentums gesellschaftlicher Organisationen, genossenschaftlichen Eigentums und Volkseigentums. Diese Differenzierung erfolgte nach Funktionen sozialer und wirtschaftlicher Art.

## Rechtspolitische Bedeutung
In der planwirtschaftlich organisierten Staatswirtschaft der DDR spielte das Zivilrecht naturgemäß eine weniger wichtige Rolle als in der Bundesrepublik. Nach DDR-Verständnis war das Zivilrecht zur Regelung der Versorgungsbeziehungen der Bürger da.
Das ZGB zeichnete sich durch eine verbesserte Verständlichkeit (man vergleiche § 57 Abs. 2 ZGB (Form der Vollmacht) mit § 167 Abs. 2 BGB, welcher durch die ständige Rechtsprechung faktisch aufgehoben wurde) sowie durchgängige offizielle Überschriften für jeden Paragraphen aus, die das BGB erst 2001 mit der Schuldrechtsmodernisierung erhielt.
Jedoch ist der geringe Umfang auch Ursache mangelnder Genauigkeit. So regelte § 33 Abs. 2 ZGB die Vindikation, d. h. den Herausgabeanspruch des Eigentümers gegen den unberechtigten Besitzer einer Sache. Eine Definition des Besitzes selbst findet sich jedoch nicht im ZGB. Das mit der Einführung des ZGB aufgehobene, aber wesentlich detailliertere BGB wurde in der Rechtspraxis in ähnlichen Fällen oft als heimliche „Interpretationshilfe“ herangezogen.